# Heilberscheid
Heilberscheid là một đô thị trong huyện Westerwald bang Rheinland-Pfalz thuộc nước Đức. Đô thị Heilberscheid có diện tích 6,37 km², dân số là người (31/12/2006).